# Angel of the Morning
Angel of the Morning is een nummer uit 1967 geschreven door Chip Taylor. Het werd een wereldhit voor Merrilee Rush in 1968 en in 1981 voor Juice Newton. Van de laatste versie werden miljoenen exemplaren verkocht. Het nummer is door velen gecoverd, zoals The Pretenders, Olivia Newton-John, Guys 'n' Dolls en Dusty Springfield.
Liedjesschrijver Chip Taylor werkte in het Brill Building en schreef meestal liedjes voor anderen. Hij schreef dan wel in duo, dan wel solo. Hoewel hij in 1967 veel schreef in samenwerking met Al Gorgoni, is Angel of the Morning geschreven door hemzelf.

## Originele versie
Tussen 1965 en 1970 nam de jonge zangeres Evie Sands verschillende van de door Taylor en Gorgoni geschreven nummers op. Eerst voor het Blue Cat Records-label (eigendom van Leiber & Stoller), later op het Cameo-Parkway-label. In 1967 schreef Taylor het nummer Angel of the Morning, dat een single werd voor Evie Sands op het Cameo-label in juni 1967. Het nummer was de meest aangevraagde plaat op de radio. Binnen twee weken werden tienduizend exemplaren verkocht en het nummer was op weg naar een nummer 1-positie. Toen ging Cameo-Parkway failliet. Eind 1967 werd het platenlabel van de beurs gehaald en opgekocht door Allen Klein, die de naam veranderde in ABKO Records. Omdat niet voldaan kon worden aan de vraag, was de mogelijkheid op een hit verkeken. Sands is nooit echt doorgebroken.

## Merrilee Rush versie
In februari 1968 namen Merrilee & the Turnabouts het nummer op en werd het alsnog een hit. Producer Tommy Cogbill droeg een tape met de demo van 'Angel Of The Morning' altijd bij zich, wachtend op de juiste persoon om het nummer mee op te nemen. Toen Rush met haar band The Turnabouts in Memphis was, zag Cogbill kans om het nummer door Rush te laten opnemen, samen met nog een aantal nummers, zodat er een heel album uitgebracht kon worden. De muzikanten op het album waren de American Sound Studio-huismuzikanten. Deze speelden in die dagen ook op veel albums van Elvis Presley, maar de credits werden toegeschreven aan The Turnabouts.
Angel of the Morning werd uitgebracht op het Bell Records label, bereikte de zevende positie in de Billboard Hot 100 en werd nummer 1 in Canada, Australië en Nieuw-Zeeland. In Nederland bereikte het op 10 augustus 1968 de vierde positie in de Nederlandse Top 40 en de vijfde in de Nederlandse Single Top 100. Merrilee Rush werd genomineerd voor een Grammy Award in de categorie 'Best Female Pop Vocal Performance' door de single.

## Guys 'n' Dolls versie
Nadat de Britse groep Guys 'n' Dolls een hit hadden met You're my world op 21 mei 1977, verlieten twee leden de groep om Dollar te vormen. Het succes voor Guys 'n' Dolls bleef desondanks onverminderd doorgaan. Na de nummer 1-hit hadden ze nog twee top 10-hits in de Nederlandse Top 40 met Mamacita en You don't have to say you love me. Na de top 10-hits hadden ze een top 20-hit met hun versie van Angel of the Morning, de derde single van het album Together. De single bereikt op 3 december 1977 de veertiende plek in de Nederlandse Top 40.

## Juice Newton's versie
De Amerikaanse country-popzangeres Juice Newton had in de jaren zeventig enkele albums gemaakt met haar band The Silver Spur. Ze schreef de meeste nummers met zangeres Otha Young; een van hun bekendste nummers was Sweet, Sweet Smile, toen het een hit werd voor The Carpenters. Toen de band uit elkaar viel, bleef ze liedjes schrijven met Young en bracht ze in 1978 haar eerste soloalbum Well Kept Secret uit, gevolgd door Take Heart in 1979.
In 1981 nam Juice Newton Angel of the Morning op voor het album Juice, onder het label Capitol Records. Het nummer en het album waren een groot succes, en bracht de definitieve doorbraak voor Newton. Het album Juice behaalde drie keer platina in Canada, en één keer platina in Amerika.
De single Angel of the Morning bereikte de vierde positie in de Billboard Hot 100, nummer 22 in de Billboard Hot Country Songs hitlijst en stond drie weken op 1 in de Billboard Adult Contemporary-hitlijst. Van de single werden alleen in Amerika al meer dan een miljoen exemplaren verkocht, goed voor goud in Amerika, en in Canada. In Engeland behaalde de single de 43e plek.
In Nederland en België behaalde de single de hitparades niet. De opvolger, Queen Of Hearts, behaalde daarentegen de twintigste positie in de Top 40 en de 27e in de Top 100. In België bereikte het de achttiende positie later dat jaar. Queen of Hearts had als B-kant Angel of the Morning, dus zo kwam het alsnog in de Nederlandse hitparades. Het leverde Newton, net als Merrilee Rush in 1968, een Grammy Award-nominatie op in de categorie 'Best Female Pop Vocal Performance'.

## Andere versies
Er bestaan enkele tientallen verschillende cover versies. Sommige hebben niet de hitparade gehaald.
Hieronder een aantal versies die de hitparade niet hebben gehaald:
- In 1968 nam de Amerikaanse zangeres Joya Landis een rocksteady/reggae versie op, het werd opgenomen op Jamaica voor het Treasure Isle-label.
- Allison Durbin, die bekendstond als de "Australia's Queen of Pop" in de jaren zestig, nam een versie op voor haar album I Have Loved Me a Man uit 1968.
- Soul zangeres Bettye Swann bracht "Angel of the Morning" op single uit in 1969.
- In 1969 nemen The New Seekers "Angel of the Morning" op voor debuutalbum, The New Seekers.
- Nina Simone nam het nummer op in 1971 voor haar album Here Comes the Sun.
- Het Nederlandse trio Spring Affair uit Enschede bracht het uit op single in 1977. Het kwam niet verder dan de tipparade.
- Soulzangeres Thelma Jones nam het nummer op voor haar debuutalbum, Thelma Jones in 1978.
- De Britse band The Tremeloes nam het nummer op in 1987 als bedoelde comebacksingle.
- In 1995 namen Chrissie Hynde en The Pretenders het op voor het Friends-soundtrack album.
- In 2003 nam Maggie Reilly "Angel of the Morning" op voor haar album Save It for a Rainy Day.

In het nummer Angel uit 2001 van rapper Shaggy wordt "Angel of the Morning" in het refrein gesampled, alleen worden er iets andere woorden gebruikt. Het nummer bereikte in zowel de Nederlandse Top 40 als de Single Top 100 de nummer 1-positie. In België werd het nummer 1 in de Vlaamse Ultra Top 50.
Angel of the Morning is onder andere vertaald in het Tsjechisch, Duits, Frans, Fins, Italiaans, Spaans, Zweeds en Russisch.
- In 1981 brengt de Zweedse zangeres Elisabeth Andreassen haar debuutalbum Angel Of The Morning uit, met daarop En enda morgon een vertaling van het nummer 'Angel Of The Morning'.
- In 1968 vertaalde Gerrit den Braber het in het Nederlands, als Vlinder van een zomer. Willeke Alberti nam het op en bracht het uit op single.
- In 1968 nam de Vlaamse zangeres Liliane Saint-Pierre een Franse versie op, genaamd "Au revoir et à demain".

## Officiële single uitgaves
- 1967: Evie Sands (originele opname), Billie Davis.
- 1968: Merrilee Rush and The Turnabouts, Asha Puthli and The Surfers, P.P. Arnold, Percy Faith, Ray Conniff.
- 1969: Dusty Springfield (Televisie optreden bij Decidedly Dusty), Skeeter Davis, Bettye Swann, The New Seekers, The Tremeloes, Connie Eaton.
- 1971: Nina Simone.
- 1973: Olivia Newton-John.
- 1977: Merrilee Rush (opnieuw uitgebracht), Guys 'n' Dolls, Mary Mason ("Angel of the Morning"/"Any Way That You Want Me" medley).
- 1978: Melba Montgomery, Thelma Jones, Pat Kelly.
- 1981: Elisabeth Andreassen, Juice Newton.
- 1987: The Tremeloes.
- 1995: The Pretenders.
- 1998: Juice Newton (Opnieuw uitgebracht).
- 1998: Gitte Hænning.
- 1998: Bonnie Tyler.
- 1999: Thunderbugs.
- 2001: Maggie Reilly.
- 2003: The Shocker.
- 2006: Chip Taylor & Carrie Rodriguez.
- 2007: Girlyman, Jill Johnson, Vagiant.
- 2008: Barb Jungr, Randy Crawford (with Joe Sample).
- 2011: Hanne Boel.
- 2012: Rita Wilson.

## Films en series
Het nummer Angel of the Morning komt voor in een aantal films en series.
Het nummer is te horen in de films:
- Fingers (1978).
- Jerry Maguire (1996).
- Girl, Interrupted (1999)
- Charlie's Angels (2000)
- In America (2002)
- The Assassination of Richard Nixon (2004)
- Wild Seven (2006)
- Charlie Wilson's War (2007)
- Violet & Daisy (2011)
- Deadpool (2016)
- Promising Young Woman (2020)

In de series:
- Friends, in de aflevering The one with the baby on the bus (seizoen 2, episode 6) uit 1995.[15]
- The Office, in de aflevering Branch Closing (seizoen 3, episode 6) uit 2006.[16]
- True Detective, seizoen 1 uit 2014.[17]
- Superstore, in de aflevering Lady Boss (seizoen 5 aflevering 11) uit  2015.[18]

## Gouden plaat
In 2001 ontving Chip Taylor een Gouden Plaat en een certificaat voor 6 miljoen maal airplay op de radio voor de single Angel of the Morning, van auteursrechtenorganisatie BMI.